# Naked Weapon
Naked Weapon (赤裸特工S, Chiluo tegongP) , è un film del 2002 diretto da Tony Ching. L'opera è il sequel tematico di Chiluo gaoyang (1992), ed è stato seguito a sua volta da Juese wuqi (2012).

## Trama
Jack Chen è un investigatore sulle tracce di Charlene Ching, una spietata assassina di cui finisce per innamorarsi. Charlene riuscirà infine a trovare la propria redenzione, e proverà a rifarsi una vita stando vicino a Jack.

## Distribuzione
In Cina l'opera è stata distribuita dalla Media Asia a partire dal 15 novembre 2002; in Italia è stato distribuito dalla Sharada – in collaborazione con la Twentieth Century Fox – nel novembre 2006.